# Jean-Baptiste Van den Eynde
Jean-Baptiste Pierre Egide Van den Eynde (Langdorp, 29 april 1803 - 19 oktober 1876) was een Belgisch volksvertegenwoordiger.

## Levensloop
Van den Eynde was een zoon van de burgemeester van Langdorp Jean-Baptiste Van den Eynde en van Marie-Anne Aerts. Hij bleef vrijgezel.
Hij promoveerde tot doctor in de rechten (1826) aan de Rijksuniversiteit Leuven.
Van 1836 tot 1842 was hij provincieraadslid voor Brabant. In 1842 werd hij verkozen tot katholiek volksvertegenwoordiger voor het arrondissement Leuven en vervulde dit mandaat tot aan de inwerkingtreding van de wet op de onverenigbaarheden in 1848.
Hij koos toen voor zijn beroep als magistraat; hij was opeenvolgend:
- rechter en voorzitter van de rechtbank van eerste aanleg in Kortrijk (1829-1832),
- procureur des Konings in Antwerpen (1832-1836),
- raadsheer bij het hof van beroep in Brussel (1836-1870),
- kamervoorzitter in het hof van beroep in Brussel (1870-1875).